# بییگ
بییگ (به صربی: Biljeg) یک منطقهٔ مسکونی در صربستان است که در مروشینا واقع شده‌است.